# Nguyễn Hương Giang
Nguyễn Hương Giang (sinh năm 1969) là một chính khách Việt Nam. Bà hiện là Phó Bí thư thường trực Tỉnh ủy Bắc Ninh, Chủ tịch Hội đồng nhân dân tỉnh Bắc Ninh
Bà nguyên là Chủ tịch Ủy ban nhân dân tỉnh Bắc Ninh, Chủ tịch Hội đồng nhân dân tỉnh Bắc Ninh khóa XVIII, nhiệm kỳ 2016–2021.

## Lý lịch và học vấn
Nguyễn Hương Giang sinh ngày 4 tháng 11 năm 1969, quê quán xã Thanh Quang, huyện Nam Sách, tỉnh Hải Dương.
Trình độ chuyên môn: Đại học chuyên ngành Kinh tế - Tổng hợp; Thạc sĩ Quản lý Giáo dục.
Trình độ lý luận chính trị: Cao cấp.

## Sự nghiệp
Từ 12/1991 - 3/1995: Công tác tại Thị Đoàn Bắc Giang, tỉnh Hà Bắc.
Từ 3/1995 - 8/1997: Thị ủy viên, Phó Bí thư Thị Đoàn Bắc Giang, tỉnh Hà Bắc (tỉnh cũ).
Từ 9/1997 - 4/2001: Cán bộ Tỉnh Đoàn Bắc Ninh, Phó Trưởng ban, sau đó là Ủy viên Ban Thường vụ Tỉnh đoàn, Trưởng ban Ban Tư tưởng – Văn hóa Tỉnh Đoàn tỉnh Bắc Ninh.
Từ 5/2001 - 1/2005: Phó Bí thư Tỉnh Đoàn tỉnh Bắc Ninh kiêm Phó Trưởng ban Ban Văn hóa – Xã hội, Hội đồng nhân dân tỉnh Bắc Ninh khóa XVI, nhiệm kỳ 2004 – 2011.
Từ 2/2005 - 6/2008: Tỉnh ủy viên, Ủy viên Ban chấp hành Trung ương Đoàn, Bí thư Tỉnh Đoàn tỉnh Bắc Ninh.
Từ 7/2008 - 6/2009: Tỉnh ủy viên, Ủy viên Ban chấp hành Trung ương Đoàn, Bí thư Tỉnh Đoàn tỉnh Bắc Ninh kiêm Trưởng ban Ban Văn hóa – Xã hội, Hội đồng nhân dân tỉnh Bắc Ninh khóa XVI, nhiệm kỳ 2004 – 2011.
Từ 7/2009 - 5/2011: Tỉnh ủy viên, Phó Trưởng ban Thường trực Ban Tổ chức Tỉnh ủy tỉnh Bắc Ninh kiêm Trưởng ban Ban Văn hóa – Xã hội, Hội đồng nhân dân tỉnh Bắc Ninh khóa XVI, nhiệm kỳ 2004 – 2011.
Từ 6/2011 - 11/2011: Tỉnh ủy viên, Phó Trưởng ban Thường trực Ban Tổ chức Tỉnh ủy Bắc Ninh;
Từ 12/2011 - 4/2014: Tỉnh ủy viên, Bí thư Huyện ủy huyện Gia Bình, tỉnh Bắc Ninh.
Từ 5/2014 - 9/2015: Tỉnh ủy viên, Giám đốc Sở Nội vụ Bắc Ninh; từ 6/2014 - 12/2015: Bí thư Đảng ủy Sở Nội vụ tỉnh Bắc Ninh.
Từ 10/2015- 12/2015: Ủy viên Ban Thường vụ Tỉnh ủy, Bí thư Đảng ủy, Giám đốc Sở Nội vụ tỉnh Bắc Ninh.
Từ 1/2016 - 6/2016: Ủy viên Ban Thường vụ Tỉnh ủy, Trưởng ban Ban Dân vận Tỉnh ủy. Đại biểu Hội đồng nhân dân tỉnh khóa XVIII, nhiệm kỳ 2016 – 2021.
Sáng 28/6/2016 tại kỳ họp thứ Nhất, Hội đồng nhân dân tỉnh khóa XVIII, nhiệm kỳ 2016 – 2021 đã bầu Nguyễn Hương Giang giữ chức Chủ tịch Hội đồng nhân dân tỉnh Bắc Ninh với 51/51 phiếu tán thành (100% đại biểu có mặt).
Ngày 8 tháng 11 năm 2019, bà được Ban Chấp hành Đảng bộ tỉnh Bắc Ninh bầu làm Phó Bí thư Tỉnh ủy Bắc Ninh.
Ngày 14 tháng 11 năm 2019, Các đại biểu đã bầu bà Nguyễn Hương Giang giữ chức Chủ tịch UBND tỉnh Bắc Ninh nhiệm kỳ 2016-2021 với 100% đại biểu có mặt tán thành (50/50 đại biểu). Đồng thời miễn nhiệm chức danh đối với bà Nguyễn Hương Giang, Chủ tịch Hội đồng nhân dân tỉnh Bắc Ninh nhiệm kỳ 2016-2021.
Ngày 20 tháng 7 năm 2020, bà tham gia Lớp bồi dưỡng kiến thức mới cho cán bộ quy hoạch cấp chiến lược khóa XIII, lớp thứ năm (Lớp bồi dưỡng kiến thức mới).
Ngày 10 tháng 7 năm 2024, tại kỳ họp thứ 18 Hội đồng Nhân dân tỉnh Bắc Ninh khóa XIX đã thông qua Nghị quyết miễn nhiệm chức danh Chủ tịch Ủy ban Nhân dân tỉnh khóa XIX, nhiệm kỳ 2021-2026 đối với bà Nguyễn Hương Giang theo ý kiến của Ban Bí thư tại Công văn số 10370-CV/VPTW ngày 28/6/2024 của Văn phòng Trung ương Đảng và Kết luận số 1114-KL/TU ngày 5/7/2024 của Ban Thường vụ Tỉnh ủy Bắc Ninh để nhận nhiệm vụ mới theo quyết định của cấp có thẩm quyền.
Ngày 17 tháng 7 năm 2024, Ban Thường vụ Tỉnh ủy Bắc Ninh phân công bà Nguyễn Hương Giang đảm nhiệm vị trí Phó Bí thư thường trực Tỉnh ủy Bắc Ninh.
Chiều 31/7, Hội đồng nhân dân tỉnh Bắc Ninh khóa XIX, nhiệm kỳ 2021 - 2026 đã tổ chức Kỳ họp thứ 19 (Kỳ họp chuyên đề) để xem xét, quyết định các nội dung thuộc thẩm quyền. Tại kỳ họp, các đại biểu Hội đồng nhân dân tỉnh Bắc Ninh đã tiến hành bỏ phiếu kín bầu Chủ tịch Hội đồng nhân dân tỉnh. Với số phiếu tán thành đạt 100% số đại biểu có mặt, bà Nguyễn Hương Giang, Phó Bí thư Thường trực Tỉnh ủy được bầu giữ chức vụ Chủ tịch Hội đồng nhân dân tỉnh Bắc Ninh nhiệm kỳ 2021-2026.